# De Heilige Drie-eenheid (Masaccio)
De Heilige Drie-eenheid met Maria, Johannes en schenkers (Italiaans: Santa Trinità) is een fresco van de vroege renaissanceschilder Masaccio uit circa 1425-1428. Het bevindt zich in de Dominicaanse kerk Santa Maria Novella in Florence. Het staat bekend als een van de vroegste kunstwerken waarin het lijnperspectief correct is toegepast. Het werk kwam tot stand in opdracht van een vooraanstaande Florentijnse familie bij wijze van gedenkteken.

## Beschrijving
Op het fresco zijn de Vader, de Zoon en de Heilige Geest afgebeeld onder een tongewelf met Maria en Johannes onder het kruis. Links en rechts op de voorgrond knielen de schenkers van het fresco, de man in het scharlaken kostuum van een gonfaloniere. Op de voorgrond ligt een geraamte op een graftombe onder de tekst: "Ik was wat gij zijt, en gij zult zijn wat ik ben".
De hele opbouw van het werk geeft een illusie van ruimtelijkheid waarvoor de schilder alle middelen inzet om dit via een bedacht perspectiefsysteem te bereiken:
- Het geraamte (Adam) op de voorgrond rust op een vooruitstekende graftombe.
- De beide op de juiste schaal weergegeven schenkers, knielen op een trede aan de ingang van een kapel.
- Maria en Johannes zijn in verkort weergegeven om te laten uitkomen dat zij voorbij de beide zuilen in de kapel staan.
- Daarbij kijkt Maria neer op de beschouwers en vestigt met een gebaar de aandacht op de Christusfiguur.
- De kapel lijkt een echte ruimte met een nauwkeurig weergegeven cassetteplafond, die zich achter de muur lijkt te bevinden.
- Hij maakt gebruik van slechts één verdwijnpunt, waardoor hij in staat was de driedimensionale werkelijkheid over te brengen.

De grote prestatie van de schilder lag hierin dat hij de figuren in een ruimtelijke eenheid plaatste en een illusie van tastbaarheid schiep door gebruik van het chiaroscuro. Tegelijkertijd bezielde de kunstenaar de menselijke figuur weer met eenzelfde robuustheid als in de fresco's van Giotto. Masaccio gebruikte voor de architecturale omlijsting klassieke elementen, zoals de Korinthische en Ionische zuilen, de schelpennis en een cassetteplafond.

## Geschiedenis
In 1570 werd er een altaar, met altaarstuk van Giorgio Vasari, gebouwd tegen de muur waarop het fresco van Masaccio is geschilderd. Vasari die een bewonderaar van Masaccio was, droeg er zorg voor het fresco hierbij zo weinig mogelijk te beschadigen. Het kunstwerk bleef verborgen tot 1861. Na de herontdekking werd het bovenste deel van het fresco overgebracht naar een ander deel van de kerk. In 1952 werd het onderste deel van het fresco herontdekt en werden beide delen herenigd op de oorspronkelijke plaats, op de noordelijke muur van de kerk.